# 德语形容词
德语形容词放在名词之前，就像英语一样，并且通常不大写。然而，与法语和其他印欧语言一样，它们出现在名词之前时会发生变形（与法语不一樣的是，它们用作表语形容词时不会变形）。也就是说，它们的词尾取决于名词短语的性、格和数。

## 形容词变形
德语形容词在不同的情况下有不同的词尾。簡單來說，如果冠词没有提供格、性和数的資料，则形容词必须提供。
该表列出了不同词尾变化情况的各种词尾，按阳性、阴性、中性、复数的顺序排列。例如，“X e X e”表示“ ein，eine ，ein，eine ”； “mrmn”表示“ gutem 、guter 、gutem 、guten ”。
|                                                                | 主格    | 宾格    | 与格    | 属格    |
| -------------------------------------------------------------- | ------- | ------- | ------- | ------- |
| 强屈折结尾 没有冠詞或在数詞後                                  | r e s e | n e s e | m r m n | n r n r |
| 混合屈折结尾 在不定冠词或所有格限定词後                        | r e s n | n e s n | n n n n | n n n n |
| 弱屈折结尾 在定冠詞後                                          | e e e n | n e e n | n n n n | n n n n |
| 不定冠词/所有格限定词尾 例如ein-、kein-、mein-、dein、ihr-等。 | X e X e | n e X e | m r m n | s r s r |
| 定冠词 例如der、das、die、den等。                              | r e s e | n e s e | m r m n | s r s r |

这里有些例子：
- 强变化，因为没有冠词：

Guter Mann, gutes Kind, gute Frau und gute Menschen.
好男人、好孩子、好女人、好人。
- 混合变化，因為在不定冠词後：

Er ist ein guter Mann, es ist ein gutes Kind, sie ist eine gute Frau und sie sind keine guten Menschen.
他是一个好男人，他/她是一个好孩子，她是一个好女人，他们都不是好人。
- 弱变化，因为在定冠词後：

Der gute Mann，das gute Kind，die gute Frau und die guten Menschen。
好男人、好孩子、好女人、好人。
- 没有屈折变化，因为不在名词之前：

Der Mann ist gut, das Kind ist gut, die Frau ist gut und die Menschen sind gut.
男人是好的，孩子是好的，女人是好的，人們是好的。

### 强屈折
当完全没有冠词，或者名词前面有不可变形的单词或短语，例如ein bisschen 、 etwas 或 viel （“一点，一些，很多/很多”）时，使用强屈折变化。当形容词前面只是另一个常规（即非冠词）形容词时，也可以使用它。更具体地说，在以下情況須使用强屈折变化：
- 当没有使用冠詞时
- 当這些詞用作表示數量時：
  - etwas （一些；某种程度上）， mehr （更多）
  - wenig- （很少）， viel- （很多；很多）， mehrer- （几个；很多）， einig- （一些）
  - 一个数字（大于一，即没有詞尾），前面没有定冠词[1]
  - 非变形短语： ein paar （几个；几个）、 ein bisschen （一点；一点点）

除了阳性和中性属格单数中的形容词词尾“ -en ”之外，形容词词尾与定冠词词尾相似。（注：正如所料，阳性和中性属格单数最初是“ -es ”，但弱词尾“ -en ”在十七世纪开始取代它，并在十八世纪中叶開始变得普遍。）
|      | 陽性  | 陰性  | 中性  | 复数  |
| ---- | ----- | ----- | ----- | ----- |
| 主格 | neuer | neue  | neues | neue  |
| 宾格 | neuen | neue  | neues | neue  |
| 与格 | neuem | neuer | neuem | neuen |
| 属格 | neuen | neuer | neuen | neuer |

### 混合变形
当形容词前面有不定冠词 ( ein-, kein- ) 或所有格限定词时，使用混合变形。
注：主流观点的是，混合屈折变化本身并不是真正的屈折变化，而只是弱屈折变化，并添加了一些补充，以弥补阳性主格和中性主格和宾格词尾的缺乏。
混合变形用在：
- 不定冠词ein-, kein-, eine, keine
- 所有格限定词“mein-”、“dein-”、“sein-”、“ihr-”等。

主格和宾格单数词尾与强屈折变化相同；所有其他形式都以“ -en ”结尾。
|      | 陽性        | 陰性        | 中性        | 复数         |
| ---- | ----------- | ----------- | ----------- | ------------ |
| 主格 | ein neuer   | eine neue   | ein neues   | meine neuen  |
| 宾格 | einen neuen | eine neue   | ein neues   | meine neuen  |
| 与格 | einem neuen | einer neuen | einem neuen | meinen neuen |
| 属格 | eines neuen | einer neuen | eines neuen | meiner neuen |

### 弱屈折
当存在明确的单词时，使用弱屈折变化（ der [die, das, des, den, dem], jed-, jen-, manch-,dies-, solch-和welch- ）。定冠词已经提供了大部分必要的信息，所以形容词词尾較為简单。
结尾适用于各种程度的比较（正面比较、比较级和最高级）。
弱屈折变化用在這些詞之後：
- 定冠词（der、die、das 等） ）
- derselb- （相同）， derjenig- （那个）
- dies- （这个）、 jen- （那个）、 jeglich- （任何）、 jed- （每个），与定冠词的變化類似
- manch- (some), solch- (such), welch- (which)，与定冠词的變化類似
- alle（全部）
- beide（两者）

主格和宾格中有五个词尾以-e结尾，所有其他词尾都以-en结尾。
|      | 陽性      | 陰性      | 中性      | 复数      |
| ---- | --------- | --------- | --------- | --------- |
| 主格 | der neue  | die neue  | das neue  | die neuen |
| 宾格 | den neuen | die neue  | das neue  | die neuen |
| 与格 | dem neuen | der neuen | dem neuen | den neuen |
| 属格 | des neuen | der neuen | des neuen | der neuen |

### 无屈折变化
有几个量化词并不（总是）变形：
- nichts、wenig、etwas、viel 和 genug

“wenig”和“viel”可以用复数形式，它们的结尾正常： viele/wenige Kinder

## 比较形容词

### 正形式
形容词的基本形式是肯定形式：带有适当词尾的形容词词干。
schön （基本肯定形式）
das schöne Lied （“美丽的歌曲”）

### 比較級
基本的比较级形式由词干和后缀-er组成。屈折变化，附有相应的形容词词尾。
schöner （基本比较级）
das schönere Lied （“更美丽的歌曲”）

### 最高级
最高级的谓语形式实际上是介词短语。将后缀-st和形容词词尾-en附加到词根上，并在其前面放置介詞 am 。
am schönsten （“最美丽的”）
Ich finde dieses Haus am schönsten。 （“我发现这所房子是最美丽的。” ）
定语最高级形式将“st”添加到比较级词根，然后添加常规形容词词尾。
das schönste Lied
这种形式也可以放在谓语位置，并以适当的形容词结尾：
Dieses Haus ist das schönste。 （“这房子是最漂亮的。” ）